# Tecovirimat
Tecovirimat, vendido bajo la marca Tpoxx entre otros, es un medicamento antiviral con actividad contra orthopoxvirus, viruela y la viruela del mono.
Es el primer medicamento antipoxviral aprobado en los Estados Unidos.
El fármaco actúa bloqueando la transmisión celular del virus, previniendo así la enfermedad. Tecovirimat ha sido efectivo en pruebas de laboratorio; se ha demostrado que protege a los animales de la viruela del mono y la viruela del conejo y no causa efectos secundarios graves en los humanos.
Se almacenan dos millones de dosis de tecovirimat en la Reserva Nacional Estratégica de EE. UU. en caso de que ocurra un ataque bioterrorista basado en ortopoxvirus.
La Administración de Drogas y Alimentos de los Estados Unidos (FDA, por sus siglas en inglés) lo considera un medicamento de primera clase.

## Uso clínico
Los resultados de los ensayos clínicos con tecovirimat respaldan su uso contra la viruela y otros ortopoxvirus relacionados. Ha mostrado potencial para una variedad de usos, incluida la atención médica preventiva, como tratamiento posterior a la exposición, —como tratamiento y como complemento de la vacunación.—
El «tecovirimat» se puede tomar por vía oral y recientemente la Administración de Alimentos y Medicamentos (FDA, por sus siglas en inglés) lo autorizó para ensayos de fase II. En los ensayos de fase I, el tecovirimat fue generalmente bien tolerado sin eventos adversos graves.

## Mecanismo de acción
«Tecovirimat» inhibe la función de una de las principales proteínas de la cubierta necesaria para la producción de virus extracelulares. El medicamento evita que el virus abandone una célula infectada, lo que dificulta la propagación del virus dentro del cuerpo.

## Uso
«Tecovirimat» se usó por primera vez en diciembre de 2018, para el tratamiento, después de una infección por el virus vaccinia adquirida en el laboratorio.

## Química
La primera síntesis de tecovirimat se publicó en una patente presentada por científicos de Siga Technologies en 2004. Se fabrica en dos pasos a partir de cicloheptatrieno.
Una reacción de Diels-Alder con anhídrido maleico forma el sistema de anillo principal y la reacción posterior con 4-trifluormetilbenzhidrazida da la imida cíclica del fármaco.

## Sociedad y cultura

### Estado legal
En noviembre de 2021, el Comité de Medicamentos de Uso Humano (CHMP) de la Agencia Europea de Medicamentos (EMA) adoptó una opinión positiva, recomendando la concesión de una autorización de comercialización en circunstancias excepcionales para el medicamento Tecovirimat SIGA, destinado al tratamiento de enfermedad por ortopoxvirus (viruela, viruela del mono, viruela bovina y complicaciones de vaccinia). El solicitante de este medicamento es SIGA Technologies Netherlands B.V
A partir de agosto de 2022, Tpoxx está disponible en los Estados Unidos solo a través de la Reserva Nacional Estratégica como un nuevo fármaco en investigación de los Centros para el Control y la Prevención de Enfermedades.  El Tpoxx intravenoso no tiene un límite de peso más bajo y se puede usar en bebés según el protocolo de investigación del nuevo fármaco.
Tecovirimat fue aprobado para uso médico en la Unión Europea en enero de 2022.